# Boyd K. Packer

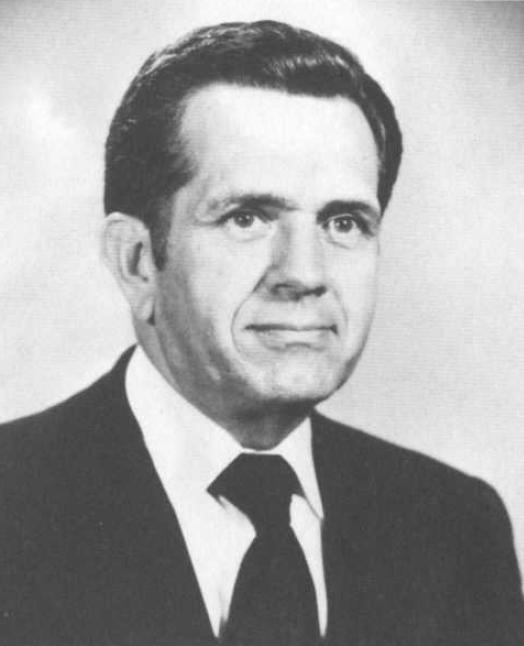

Boyd Kenneth Packer (Brigham City, Utah, 10 de setembro de 1924 – 3 de julho de 2015) foi um educador e religioso estadunidense. 
Presidiu o Quórum dos Doze Apóstolos de A Igreja de Jesus Cristo dos Santos dos Últimos Dias, seria, portanto o sucessor natural do presidente da Igreja, Thomas S. Monson. Todavia, morreu antes deste último.
Pacler serviu como autoridade-geral desta igreja desde 1961 e foi membro do Quórum dos Doze Apóstolos desde 1970 pelo que foi considerado profeta, vidente e revelador de Deus.